# Dorystaechas
Dorystaechas là một chi thực vật có hoa trong họ Hoa môi (Lamiaceae).

## Loài
Chi Dorystaechas gồm các loài: